# Upplands runinskrifter 714
Upplands runinskrifter 714 är ett försvunnet vikingatida runstensfragment som funnits i Skeberga, Kungs-Husby socken och Enköpings kommun. Runstensfragmentat har varit försvunnet länge. På ristningen finns fyra rundjursben bevarade (se bild). Ristningen är attribuerad till Balle.

## Inskriften
Translitterering av runraden:
[... sin · koþan ·]
Normalisering till runsvenska:
... sinn goðan
Översättning till nusvenska:
... sin gode ...